# Grimmbach
Der Grimmbach ist ein ab der mündungsfernsten Quelle etwa 11 km, ab dem Zusammenfluss seiner beiden Quellbäche über 8 km langer Bach der Hohenloher Ebene, der zwischen dessen Dorf Geislingen am Kocher und Braunsbach selbst im Landkreis Schwäbisch Hall in Baden-Württemberg von rechts und Osten in den mittleren Kocher mündet. Seine beiden Quellbäche heißen Elber und Hagenbach. Seine zwei größten Zuflüsse sind danach der Altenberger Grimmbach und der Haßfelder Grimmbach. Am 29. Mai 2016 ließ ein großes Unwetter den Bach weit über seine Ufer treten und gab seinem Lauf einen anderen Charakter.

## Geographie

### Quellbäche
Der etwa 2,4 km lange rechte Quellbach Elber, der die Fließgewässerkennzahl mit dem Grimmbach teilt, entsteht südlich des Gerabronner Dorfes Dünsbach am Nordostrand der Waldinsel Stettholz auf etwa 462 m ü. NHN. Er zieht in einem Nordbogen, an dessen Gipfel er Dünsbach berührt, westlich nach dem Ilshofener Dorf Obersteinach, das er durchquert, um dann am Westrand mit dem linken Hagenbach auf etwa 431 m ü. NHN zusammenzufließen. Dieser hat eine Länge von nur 2,0 km, aber durch zwei Zuflüsse etwas mehr an Einzugsgebiet und entsteht am Südwestrand derselben Waldinsel, er berührt das Mündungsdorf nur im Süden.

### Verlauf
Der junge Grimmbach zieht westlich in sich langsam eintiefender Wiesenmulde bis zum Zulauf des Wegwiesengrabens auf etwa 416 m ü. NHN nahe der Querung der Straße zwischen den Ilshofener Weilern Niedersteinach und Windisch-Brachbach. Hier beginnt Wald das Tal zu füllen, das auch nach Südwesten knickt und sich nun stark eintieft. Vom letztgenannten Weiler her läuft in der Mitte dieses Abschnitts der Brachbach zu, danach kehren sich Waldklinge und Bach ungefähr bei Braunsbach-Elzhausen auf der rechten Hochebene nach Süden.
Nach Passieren von Ilshofen-Altenberg oben auf der linken Hochebene münden kurz nacheinander die großen Zuflüsse des Altenberger und des Haßfelder Grimmbachs von dieser Seite, die weit im Osten entstehen. Nach dem Zulauf des letzten fließt der Grimmbach westwärts durch sein inzwischen etwa 150 m tiefes Waldtal, ohne noch anderen Zulauf zu erfahren als von einigen zeitweiligen Hanggerinnen. Zwischen dem oberen, linken Mündungssporn Mühlrain und dem unteren, rechten Mündungssporn Galgen tritt der Bach ins mittlere Kochertal ein, unterquert sofort die Talstraße L 1045 von Geislingen im Süden nach Braunsbach im Norden und fließt gleich darauf am Südwestrand seines alten Schwemmfächers auf 245,8 m ü. NHN in den nordwärts fließenden Kocher, der vor dem Kegel an die linke Talseite gegen einen steilen Prallhang weicht. Der Bach ist hier ab dem Zusammenfluss seiner Quelläste 8,4 km, ab der mündungsferneren Elber-Quelle 10,8 km lang. Er mündet etwa 216 Höhenmeter unterhalb der Elberquelle und hat damit ein mittleres Sohlgefälle von etwa 19 ‰.

### Einzugsgebiet
Der Grimmbach entwässert ein Gebiet von etwa 30 km² Größe zwischen den tief eingeschnittenen Tälern der Jagst im Nordosten, der Bühler im Süden und des Kochers im Westen zu diesem hin. Der größte Teil des Einzugsgebietes bis zum Kochertalrand liegt naturräumlich gesehen im Unterraum Östliche Kocher-Jagst-Riedel, der Rest im Westen dann im Unterraum Mittleres Kocher- und Unteres Bühlertal, welche beide zum Naturraum Kocher-Jagst-Ebenen zählen.
Seine größte Erstreckung reicht von etwas östlich der Quelle des Haßfelder Grimmbachs nordwestlich von Ruppertshofen bis zur Mündung etwa 8 km davon im Westen; quer dazu ist es an der weitesten Stelle zwischen Langenburg-Nesselbach im Norden und Wolpertshausen im Süden etwa 5,3 km breit.
Die Wasserscheide ist auf der Hochebene im Norden und im Osten oft wenig ausgeprägt, wo die Oberläufe des Grimmbachs wie der jenseitigen Konkurrenten noch flache, nur durch niedrige Hügel getrennte flache Mulden sind. Am Ostrand liegt nahe an den Quellen von Hagenbach und Elber der höchste Punkt  im Stettwald  auf etwa 475,9 m ü. NHN. Am Unterlauf, wo neben den unteren Klingen des Grimmbachs und seines linken Zweigs Haßfelder Grimmbach die des Orlacher Bachs und das tiefe Nebental der Bühler nahebei laufen, wird sie dann unverkennbar.
Jenseits der nordwestlichen Wasserscheide zwischen der Mündung und dem Dorf Nesselbach läuft der Orlacher Bach zum Kocher. Die anschließende nordnordöstliche Grenze bis zum Südrand von Gerabronn-Dünsbach verläuft sehr dicht am Tal der Jagst, die hier nur kleinere Zuflüsse aufnimmt, einen in Nesselbach beginnenden durch die Stechbergklinge, den Völkersbach, der in Langenburg-Kleinhürden mündet und den in Kleinforst zufließenden Dünsbach aus dem gleichnamigen Ort.
Dann knickt die Wasserscheide nach Süden, vor ihr im Osten läuft der kleine Leofelser Bach zur Jagst, danach entwässert der Scherrbach bei Ruppertshofen ein merklich größeres Bachsystem einiges weiter oben dorthin. Die Wasserscheide zum viel größeren, unmittelbar aufwärtigen Kocher-Zufluss Bühler im Süden markiert der Verlauf der A 6 von Ilshofen in Richtung Kochertalbrücke in der Landschaft recht genau; auf dem ersten Stück bis Wolpertshausen ist deren großer Zufluss Schmerach der nächste Konkurrent, danach außer der Bühler selbst auf einem Abschnitt der in Cröffelbach in diese mündende Klingenbach.

### Zuflüsse und Seen
Liste der Zuflüsse und  Seen von der Quelle zur Mündung. Gewässerlänge, Seefläche, Einzugsgebiet und Höhe nach den entsprechenden Layern auf der Onlinekarte der LUBW. Andere Quellen für die Angaben sind vermerkt.
Ursprung des Grimmbachs am Westrand von Ilshofen-Obersteinach durch Zusammenfluss von Elber und Hagenbach auf etwa 431 m ü. NHN. Der Bach läuft anfangs nach Westen.
- Elber, rechter Hauptstrang-Oberlauf, 2,7 km und 1,5 km². Entsteht am Nordostrand des Stettholzes südlich von Gerabronn-Dünsbach auf etwa 462 m ü. NHN.
- Hagenbach, linker Nebenstrang-Oberlauf, 2,0 km und 1,7 km². Entsteht am Südwestrand des Stettholzes auf etwa 464 m ü. NHN.
  - Sandelsbronner Bach, von links am südöstlichen Ortsrand von Obersteinach auf etwa 442 m ü. NHN, 0,7 km und ca. 0,5 km²[LUBW 7] Entsteht am Nordrand von Sandelsbronn auf etwa 458 m ü. NHN.
  - Limbach, von links am Südrand von Obersteinach auf etwa 438 m ü. NHN, 0,5 km und ca. 0,2 km².[LUBW 7] Entsteht auf etwa 452 m ü. NHN.
- Weilergraben, von rechts noch vor der Obersteinacher Kläranlage auf etwa 428 m ü. NHN, 1,0 km und ca. 1,0 km².[LUBW 7] Entsteht in den Weilerwiesen auf etwa 443 m ü. NHN. Oberlauf unbeständig.
Der Lauf knickt an diesem Zufluss nach Südwesten ab und der Bach tritt in seine Waldklinge ein.
- Wegwiesengraben, von rechts zwischen Windisch-Brachbach und Niedersteinach gegenüber der Nordostspitze des Weckholzes auf etwa 416 m ü. NHN, 1,4 km und ca. 2,3 km².[LUBW 7]
  -  Entfließt auf etwas über 440 m ü. NHN westlich von Söllbot am Nordostrand des Frankenholzes zwei hintereinander liegenden Weihern von 0,5 ha und 0,4 ha.
- Hofwiesenbach, von rechts auf etwa 409 m ü. NHN, 0,8 km und ca. 0,5 km².[LUBW 7]
  -  Entfließt auf etwa 448 m ü. NHN nördlich von Niedersteinbach einem 0,1 ha großen Teich.
  -  Durchfließt auf etwa 436 m ü. NHN nahe bei Niedersteinach einen unter 0,1 ha. großen Teich.
- Brachbach, von links südöstlich von Niedersteinach auf 405,5 m ü. NHN[LUBW 2], 1,8 km und 1,3 km². Entsteht etwa 400 m südöstlich des Ortsrandes von Windisch-Brachbach auf etwa 447 m ü. NHN.
Auf dem nächsten Kilometer Fließstrecke dreht der Grimmbach auf Südkurs.
  - (Längerer Quellast), von rechts am Südostrand von Windisch-Brachbach auf etwa 438 m ü. NHN, 0,7 km und ca. 0,3 km².[LUBW 7] Entsteht etwa 600 m östlich des Weilers auf etwa 452 m ü. NHN. Der Offizielle Quellast ist hier weniger als 0,4 km lang und hat bis hierher nur ein Teileinzugsgebiet von ca. 0,2 km².[LUBW 7]
- (Bach durch die Sperbersklinge), von links zwischen Ilshofen-Altenberg und Braunsbach-Elzhausen auf 348,8 m ü. NHN[LUBW 2], 2,2 km und ca. 1,4 km².[LUBW 7] Entsteht in den Hummeläckern südlich von Windisch-Brachbach auf etwa 450 m ü. NHN
  -  Durchläuft nordöstlich von Altenberg auf etwa 429 m ü. NHN einen unter 0,2 ha großen Teich.
- Ottenbach, von rechts südwestlich von Altenberg auf etwa 321 m ü. NHN[LUBW 1], 0,4 km und ca. 0,7 km².[LUBW 7] Beginnt in seiner oberen Waldklinge südlich von Altenberg auf rund 400 m ü. NHN. Ein abwärts wieder aussetzender Grabenabschnitt beginnt östlich von Altenberg auf rund 437 m ü. NHN etwa 0,7 km[LUBW 8] weiter aufwärts in der Talmulde.
- Altenberger Grimmbach, von links südsüdwestlich von Altenberg nach Durchlaufen der Äspichklinge auf unter 315 m ü. NHN, 4,5 km und 3,8 km². Entsteht östlich von Sandelsbronn auf etwa 459 m ü. NHN. Mittellauf nach Passieren des Hörlebacher Landturms bis zum Klingeneintritt unbeständig.

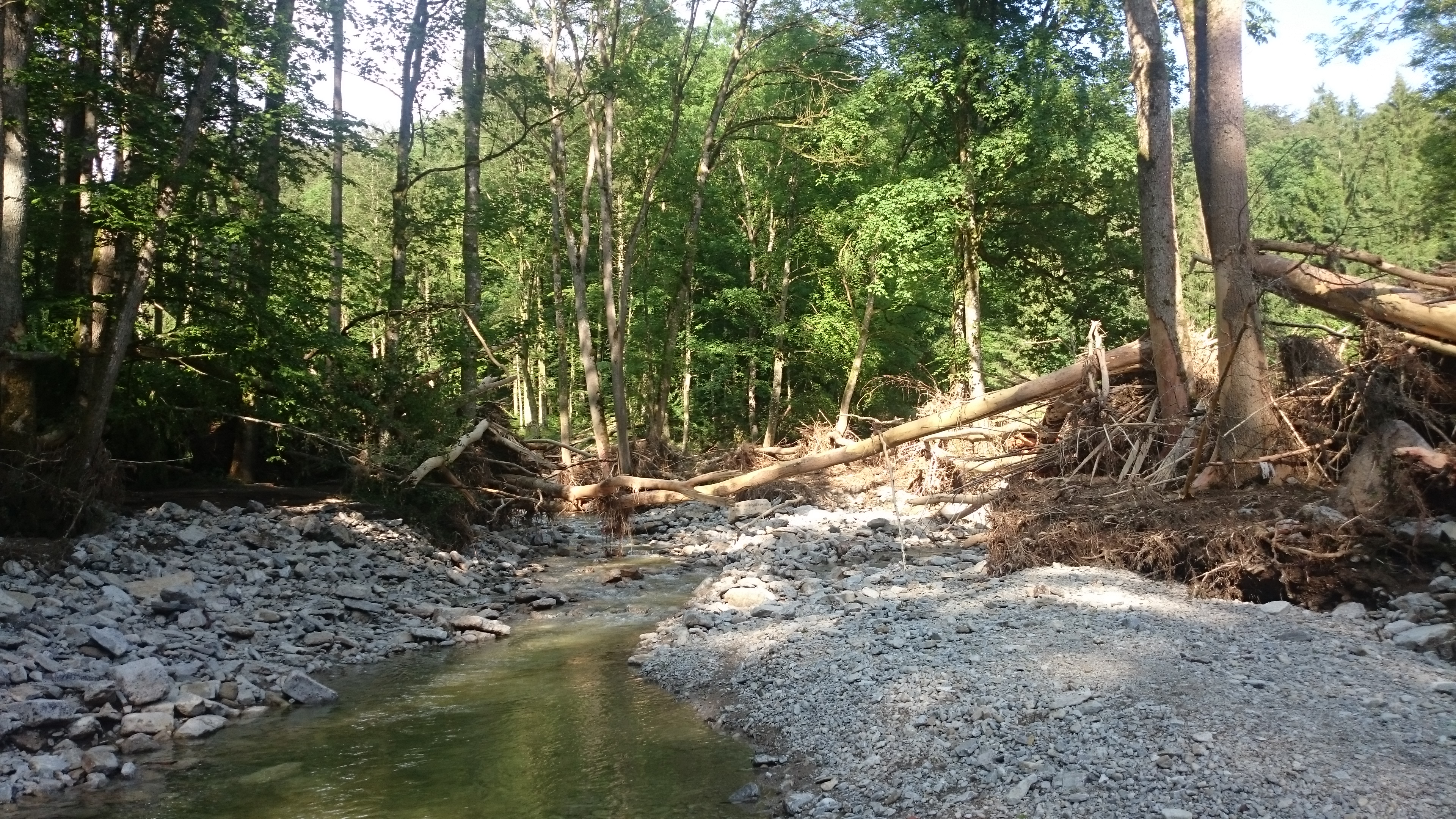
Grimmbach nahe dem Zufluss des Haßfelder Grimmbachs nach dem Unwetter Ende Mai 2016

- Haßfelder Grimmbach, von links nördlich von Wolpertshausen-Hohenberg in seiner Klinge neben einer Lichtung auf 305,9 m ü. NHN[LUBW 2], 7,7 km und 8,1 km². Entsteht am Südostrand des Stettholzes östlich von Sandelsbronn auf etwa 466 m ü. NHN, Klingeneintritt nahe bei Haßfelden im Bereich der querenden K 2553 aus Wolpertshausen. An der Mündung dieses Zuflusses setzt der Grimmbach zu einem Bogen nach Westnordwesten an.
  -  Durchläuft bald auf etwa 449 m ü. NHN westlich von Ruppertshofen im Greut einen Weiher, 0,5 ha.
  - Zulauf am Westrand von Wolpertshausen-Hörlebach, von rechts auf etwa 424 m ü. NHN am Westrand von Hörlebach, ca. 0,9 km[LUBW 8] Entsteht auf etwa 456 m ü. NHN nahe dem Hörlebacher Landturm. Im Oberlauf unbeständig.
    -  Entwässert auf etwas über 430 m ü. NHN den Elpisfeldweiher am Nordwestrand des Weilers Hörlebach in den Bächwiesen, 0,5 ha.

Mündung des Grimmbachs zwischen Geislingen am Kocher und Braunsbach nach Unterqueren der diese verbindenden Talstraße K 1045 auf 245,8 m ü. NHN von rechts und Osten in den Kocher. Der Bach ist ab dem Zusammenfluss der Quellbäche 8,4 km, ab der Elber-Quelle 11,2 km lang und hat ein Gesamteinzugsgebiet von 30,4 km².

### Orte
Orte am Lauf mit ihren Zugehörigkeiten. Nur die Namen tiefster Schachtelungsstufe bezeichnen Siedlungsanrainer.
- Landkreis Schwäbisch Hall
  - Gemeinde Gerabronn
    - Dünsbach (Dorf, rechts der Elber mit wenig Abstand)

  - Gemeinde Ilshofen, Gemeindeexklave Obersteinach
    - Obersteinach (Dorf, an Elber und Hagenbach)
    - Windisch-Brachbach (Weiler, linker Hügelkamm)
    - Niedersteinach (Weiler, rechts über dem oberen Hangknick)

  - Gemeinde Braunsbach
    - Elzhausen (Weiler, rechts über dem oberen Hangknick)

  - Gemeinde Ilshofen, Gemeindeexklave Obersteinach
    - Altenberg (Weiler, links über dem oberen Hangknick)

  - Gemeinde Wolpertshausen
    - (links, ohne Besiedlung)

  - Gemeinde Braunsbach
    - (ohne Besiedlung)

### Landschaft
Das Einzugsgebiet ist im Osten eine flachwellige Hochebene mit kleineren Siedlungen landwirtschaftlicher Prägung, im Westen wird es durch die Klingen der dort stark eingetieften Bäche gegliedert. Es ist zu einem Sechstel bis Fünftel von Wald bedeckt, dessen größter Teil in den Waldklingen des Grimmbachs selbst und der größeren Zuflüsse im Westen steht; daneben gibt es auch auf der Hochfläche einige verstreute Waldinseln. Der überwiegende Offenlandanteil der Hochfläche steht größtenteils unterm Pflug, das wenige an Grünland liegt meist in Talmulden oder umgibt Siedlungen.

#### Schutzgebiete
An der Grimmbachmündung ist, hauptsächlich wegen des Schwemmfächers und der Flussabdrängung, ein Naturschutzgebiet eingerichtet. Näheres dazu ist im Abschnitt zur → Geologie ausgeführt.
Durchs Einzugsgebiet zog früher der nordöstliche Abschnitt der ehemaligen Haller Landheeg, die heute noch teilweise im Gelände am Bodenprofil (Wall-und-Graben-Struktur) oder an den dieser Linie folgenden Waldbändern zu erkennen ist, welche zuweilen am Standort der alten Grenzhecke aufkamen. Diese Teile – an der Nordwestgrenze der Obersteinacher Gemeindeexklave Ilshofens zwischen Söllbot und Elzhausen im Frankenholz und im Gewann Heg nördlich von Niedersteinach, im Süden des Altenberger Grimmbachs am Rand des Langenfeldes zum Wald Erlich – sind heute als Naturdenkmale ausgewiesen. Die andere große Gruppe der Naturdenkmale umfasst Karsterscheinungen, nämlich fünf Dolinen auf dem Sporn zwischen Altenberger und Haßfelder Grimmbach westlich von Haßfelden in den Gewannen Bühl und Langholz, zwei westlich des Frankenholzes, eine im Espan nördlich von Haßfelden sowie ein weiteres Naturdenkmal oben auf dem Sporn über dem Mühlrain nordwestlich des Hergershofes. Unter diesem Rubrum geschützt sind auch ein ungenutzter Teich nördlich von Niedersteinach, der in den mittleren Haßfelder Grimmbach entwässernde Elpisfeldweiher und zwei aufgelassene Steinbrüche in dessen beginnender Klinge im Höfle und in den Steinäckern beidseits der Straße von Wolpertshausen nach Haßfelden.

## Geologie
Der Grimmbach beginnt seinen Lauf auf beiden Quellästen in der Lettenkeuper-Auflage (Erfurt-Formation) der Hohenloher Ebene, am Rande einer Lösssediment-Insel, auf der unter anderem das Stettholz steht. Westlich von Obersteinbach erreicht er etwa im Bereich der Kläranlage des Dorfes in seiner hier schon merklichen Mulde den Oberen Muschelkalk, in dem er sich dann seine Klinge gräbt. Westlich von Altenberg liegt sein Bett in dieser dann im Mittleren Muschelkalk, nach der Kehre am Zulauf des Haßfelder Grimmbachs dann im Unteren, in dem er auch mündet.
Die beiden großen Zuflüsse Altenberger und Haßfelder Grimmbach liegen in ihren unteren Klingenläufen größtenteils im Oberen Muschelkalk; ihre quellnäheren Abschnitte und die der anderen, insgesamt flachmuldigen Zuflüsse laufen meist im Lettenkeuper, der auch den größten Teil des Einzugsgebietes auf der Hochebene umfasst. Da der Obere Muschelkalk im Einzugsgebiet stark verkarstet ist, gibt es viele Dolinen auf der und am Rand der Hochfläche.
Wie viele Zuflüsse des mittleren Kochers, so hat auch der Grimmbach einen Mündungskegel ins Kochertal vorgeschoben; bei Hochwassern führt er nämlich eine starke Geröllfracht talwärts. Diese gegen Hochwasser des Talflusses sicheren Standorte wurden meist für Siedlungsgründungen genutzt, durch die nun die Zuflüsse in künstlichen Bachtrögen zulaufen, siehe etwa im nahen Braunsbach. Die Grimmbachmündung jedoch blieb unbesiedelt, in der Landschaft ist deshalb diese durch Ablagerung von Schutt am Gefälleauslauf entstandene Geländeform gut zu erkennen; der Bach läuft hier durch Schotterfelder, die er früher beständig umlagerte. Der wegen des ausgedehnten Einzugsgebietes recht große Mündungsschuttkegel des Grimmbachs hat den Kocher hier an die linke Talseite abgedrängt, wo er einen steilen Prallhang entlangfließt, der Schichten des Unteren Muschelkalks gut aufschließt.

## Geschichte

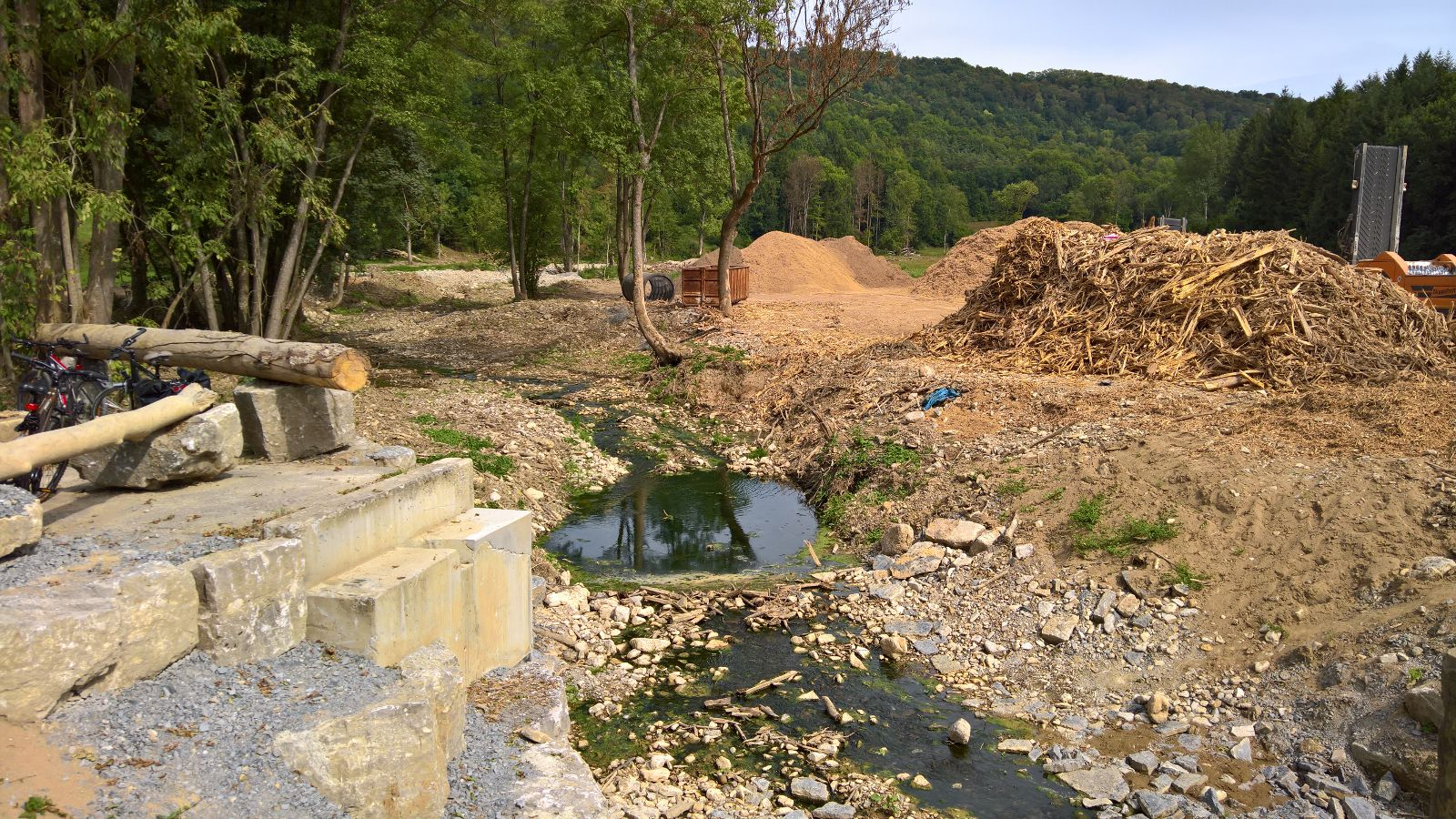
Abraumhalde an der Grimmbachmündung im September 2016.

Am 22. April 2015 kam es infolge einer Gülleeinleitung zu einem Fischsterben im Grimmbach.
Am 29. Mai 2016 trat der Grimmbach aufgrund eines Unwetters über die Ufer und sorgte für Überschwemmungen und große Zerstörungen im Gemeindegebiet von Braunsbach. Der Grimmbach bewegte hierbei große Mengen an Geröll, Schlamm und Holz ins Kochertal. Das Unwetter richtete, überwiegend allerdings durch die Überschwemmungen von anderen, in der Ortsmitte des Dorfes Braunsbach selbst mündenden Klingenbächen, Sachschäden von über 100 Millionen Euro an.
Die Talsohle und das Flussgeschiebe des Grimmbachs wurde durch die abfließenden Wassermassen stark und dauerhaft verändert. Das Gewässerbett verbreiterte sich stark, Bäume stürzten um und mehrere leichte bis mittlere Erdrutsche gingen ins Grimmbachtal ab. Der Bach hat dadurch Züge eines Gebirgsbachs angenommen. Eine in seinem Mündungsbereich gelegene Radbrücke wurde fortgerissen und die dortige Straßenbrücke der Kochertalstraße L 1045 stark beschädigt. Im Mündungsbereich hat der Grimmbach durch Überdeckung weiterer Auefläche mit Geschiebe und Schutt seinen Mündungsfächer merklich vergrößert.

### LUBW
Amtliche Online-Gewässerkarte mit passendem Ausschnitt und den hier benutzten Layern: Karte von Lauf und Einzugsgebiet des Grimmbachs

Allgemeiner Einstieg ohne Voreinstellungen und Layer: Daten- und Kartendienst der Landesanstalt für Umwelt Baden-Württemberg (LUBW) (Hinweise)
1. 1 2 3 4  Höhe nach dem Höhenlinienbild auf dem Hintergrundlayer Topographische Karte.
2. 1 2 3 4 5 6  Höhe nach grauer Beschriftung auf dem Hintergrundlayer Topographische Karte.
3. 1 2 3  Länge nach dem Layer Gewässernetz (AWGN).
4. 1 2  Summe der Teileinzugsgebiet nach dem Layer Basiseinzugsgebiet (AWGN).
5. ↑  Seefläche nach dem Layer Stehende Gewässer.
6. ↑  Einzugsgebiet nach dem Layer Basiseinzugsgebiet (AWGN).
7. 1 2 3 4 5 6 7 8 9  Einzugsgebiet abgemessen auf dem Hintergrundlayer Topographische Karte.
8. 1 2  Länge abgemessen auf dem Hintergrundlayer Topographische Karte.
9. ↑  Würdigung des Naturschutzgebietes Grimmbachmündung bei LUBW.
10. ↑  Naturdenkmale nach dem so benannten Layer.
11. ↑  Einige Dolinen sind auf dem Layer Geotop lokalisiert und beschrieben oder auch auf dem einschlägigen Layer von: Mapserver des Landesamtes für Geologie, Rohstoffe und Bergbau (LGRB) (Hinweise)

### Andere Belege
1. 1 2  Alte Namen nach der Beschreibung des Oberamts Gerabronn von 1847 im Kapitel zur damaligen Gemeinde Ober-Steinach. Demnach „führt[e] [der Grimbach] zuerst den Namen Steinach und erst von der niedersteinacher Markung an den Namen Grümbach“, also hieß er wohl damals erst merklich nach dem Zusammenfluss der Oberläufe Grümbach. Welcher Oberlauf zum damaligen Steinach gerechnet wurde, bleibt etwas unklar; der alte Siedlungskern Obersteinachs beidseits der Elber reicht jedoch nicht bis an den Hagenbach.
2. ↑  Modellierte Werte nach Abfluss-BW Gewässerknoten MQ/MNQ
3. ↑  Wolf-Dieter Sick: Geographische Landesaufnahme: Die naturräumlichen Einheiten auf Blatt 162 Rothenburg o. d. Tauber. Bundesanstalt für Landeskunde, Bad Godesberg 1962. → Online-Karte (PDF; 4,7 MB)
4. ↑  Geologie grob nach: Mapserver des Landesamtes für Geologie, Rohstoffe und Bergbau (LGRB) (Hinweise)
5. ↑  Geotopsteckbrief des Kocherprallhangs bei der Grimmbachmündung  (PDF, 950 KB).
6. ↑  Norbert Acker: Gülle tötet Forellen-Population im Grimmbach. In: swp.de. Ehemals im Original (nicht mehr online verfügbar); abgerufen am 7. Juni 2016. (Seite nicht mehr abrufbar. Suche in Webarchiven)
7. ↑  Unwetter richten schwere Schäden an, tagesschau.de, 10. Mai 2016
8. ↑  104 Millionen Euro Schaden in Braunsbach, stimme.de, 8. Juni 2016
9. ↑  Aufräumarbeiten an der Grimmbachbrücke laufen weiter (Seite nicht mehr abrufbar, festgestellt im Mai 2025. Suche in Webarchiven)  Info: Der Link wurde automatisch als defekt markiert. Bitte prüfe den Link gemäß Anleitung und entferne dann diesen Hinweis., Haller Tagblatt, 15. Juli 2016